# 内田愛
内田 愛（うちだ あい、2003年5月4日 - ）は、日本の女優である。
東京都出身。ニチエンプロダクション所属。妹は同じく女優の内田未来。

## 略歴・人物
子役として『ATARUスペシャル〜ニューヨークからの挑戦状!!〜』（TBS系）で堀北真希、『おやじの背中』（TBS系）で松たか子、『すべてがFになる』」（フジテレビ系）で武井咲の少女期を演じ、大河ドラマ『軍師官兵衛』（NHK）や『リーガルハイ』（フジテレビ系）などにも出演。『リーガルハイ』の演出を手掛けた石川淳一監督の指名により2015年のフジテレビ系月9ドラマ『デート〜恋とはどんなものかしら〜』に出演し杏演じるヒロイン・藪下依子の少女期を演じると、杏にそっくりだとして話題を呼んだ。また、2017年のドラマあなたのことはそれほど（TBS系）では波瑠演じる渡辺美都（夫役を演じたのは、奇しくも杏の夫（当時）であった東出昌大）の中学時代を演じ、またも「似ている」との評判をとった。

特技はダンス、歌。趣味は絵を描くこと、ミュージカル鑑賞。

## 出演

### 映画
- ヘヴンズ ストーリー（2010年10月2日、ムヴィオラ） - ウタ 役
- 劇場版 ATARU THE FIRST LOVE & THE LAST KILL（2013年9月14日、東宝） - アレッサンドロ・カロリナ・マドカ（幼少期） 役
- かぐや姫の物語（2013年11月23日、東宝）
- 金メダル男（2016年10月22日、ショウゲート）

### テレビドラマ
- 四つ葉神社ウラ稼業 失恋保険〜告らせ屋〜 第1話（2011年4月7日、読売テレビ） - 三崎優子（幼少期） 役
- 名警部ホム畑（2011年10月18日 - 11月15日、NHK Eテレ） - 大河内雅子 役[注 1]
- 月曜ゴールデン（TBS）
  - 北海道警察 巡査の休日（2011年10月24日） - 篠田亜紀菜 役
  - 北海道警察 笑う警官（2013年7月29日） - 篠田亜紀菜 役
- 怪盗ロワイヤル 第6話（2011年12月2日、TBS） - 鳩村カエデ（幼少期） 役
- 大河ドラマ（NHK）
  - 平清盛 第29話（2012年7月22日） - 平徳子（幼少期） 役
  - 軍師官兵衛 第14話（2014年4月6日） - 鈴 役
- ドクロゲキ 「畑野のぞみ」（2012年1月14日、フジテレビ） - 篠田かおり 役
- ヒトリシズカ 第3話・第4話・最終話（2012年11月4日・11日・25日、WOWOW） - 南原澪 役
- ATARUスペシャル〜ニューヨークからの挑戦状!!〜（2013年1月6日、TBS） - アレッサンドロ・カロリナ・マドカ（幼少期） 役
- 潜入探偵トカゲ 第1話（2013年4月18日、TBS） - 中野恵麻 役
- 明日の光をつかめ-2013 夏-（2013年7月1日 - 8月30日、東海テレビ） - 川端ルル 役
- リーガルハイ 第2期 第1話・第9話 - 最終話（2013年10月9日・12月11日 - 18日、フジテレビ） - 徳永さつき 役
- 刑事のまなざし 第3話（2013年10月21日、TBS） - 北嶋結衣 役
- チーム・バチスタ4 螺鈿迷宮 第9話 - 最終話（2014年3月4日 - 18日、関西テレビ） - 大石薫 役
- おやじの背中 第1話（2014年7月13日、TBS） - 樋口瞳子（少女期） 役
- 匿名探偵 第4話（2014年8月1日、テレビ朝日） - 里美麗（少女期） 役
- 地獄先生ぬ〜べ〜 第1話（2014年10月11日、日本テレビ） - サトミ 役
- すべてがFになる（2014年10月 - 12月、フジテレビ） - 西之園萌絵（少女期） 役
- 人類学者・岬久美子の殺人鑑定5（2014年11月8日、テレビ朝日） - 最上あやめ（少女期） 役
- デート〜恋とはどんなものかしら〜（2015年1月 - 3月、フジテレビ） - 藪下依子（少女期） 役
  - デート〜恋とはどんなものかしら〜2015夏 秘湯（2015年9月28日）
- REPLAY & DESTROY 第6話（2015年6月1日、MBS） - 丸崎杏奈 役
- ホテルコンシェルジュ 第8話（2015年9月1日、TBS） - 藤岡凛 役
- ドクターカー 第5話（2016年5月12日、読売テレビ） - 市村唯 役
- コールドケース 第9話（2016年12月17日、WOWOW） - 矢追真純 役
- 増山超能力師事務所 最終話（2017年3月23日、読売テレビ） - マダム朝倉（少女期） 役
- あなたのことはそれほど 第1話 -（2017年4月18日 - 、TBS） - 渡辺美都（中学時代） 役
- 税務調査官・窓際太郎の事件簿32（2017年5月8日、TBS） - 西野今日子（少女期） 役
- 警視庁・捜査一課長 第4話（2017年5月11日、テレビ朝日） - 倉木未久 役

### CM
- パナソニック ナノイー除菌 空気清浄機（2009年）
- バンダイ パンがやけたよアンパンマン（2009年）
- 日本マクドナルド ハッピーセット
  - Mezzo piano（2011年）
  - ドラえもん（2012年）
- 富士薬品（2011年）
- 日本公文教育研究会 公文式の英語学習（2012年）

### オリジナルビデオ
- 鎧武/ガイム外伝 仮面ライダー斬月（2015年） - 少年藤果

### PV
- +Plus 「雪道」（2009年12月16日）

### 舞台
- サウンド・オブ・ミュージック（2010年7月 - 2011年3月、四季劇場［秋］） - グレーテル 役[注 2]
- エンロン（2012年4月13日 - 29日、天王洲銀河劇場）